# Парк Олимпийской деревни
Парк Олимпийской деревни (Подходы к Олимпийской деревне-80) — парк на западе Москвы, расположен на территории муниципальных округов Тропарёво-Никулино и Проспект Вернадского на пересечении Мичуринского проспекта с улицей Лобачевского. Открытие парка было приурочено к летним Олимпийским играм 1980 года. Общая площадь составляет 53,66 га. В 2014—2016 годах в парке была произведена масштабная реконструкция.

## История
Парк был разбит в 1978—1979 годах на месте бывшего села Никольского в рамках организации московских летних Олимпийских игр-80. Парк предназначался для спортсменов, которых должны были поселить в прилегающей к нему Олимпийской деревне. В нём были созданы четыре пруда, закольцованная система дорожек и тропинок и места отдыха. У пересечения Мичуринского проспекта и улицы Лобачевского сохранились следы русла реки Самородинки, которая на этом участке была убрана в коллектор, а часть воды протекает через пруды. По окончании Олимпиады парк стал местной зоной отдыха.
Со времени окончания Олимпийских игр за парком не ухаживали, и он постепенно пришёл в запустение. В 2013 году парк Олимпийской деревни получил статус филиала «Фили» и передан в ведение столичного департамента культуры. В том же году, впервые с момента основания, было решено провести комплексное благоустройство парка. В 2014 году была разработана основная концепция, а в 2015-м проект скорректировали согласно опросу местных жителей, организованному на портале «Активный гражданин». Обновлённый парк был открыт в 2016 году.
Проект реконструкции подготовило британское архитектурное бюро LDA Design. Навигацию парка и фирменный стиль разработала творческая лаборатория ZOLOTOGroup по заказу дирекции Мосгорпарка. В 2015 году этот проект был отмечен золотым дипломом Российской национальной премии ландшафтного дизайна в номинации «Лучший объект средового дизайна», а в 2016-м получил «золото» ежегодной премии в области дизайна European Design Awards.
После реконструкции на территории появилась велодорожка протяжённостью 4 км, беговой маршрут длиной 2,7 км, трансформирующися зимой в трассу для лыжников, а также верёвочный городок, два пункта проката инвентаря, десять спортивных площадок, среди которых волейбольная, баскетбольная, воркаут, кроссфит, настольный теннис. В парке открылся беговой клуб, для размещения расписания бесплатных тренировок установили специальную стелу.
Архитектурное бюро «Практика» разработало проект главного павильона парка. В 2017 году этот проект был награждён «Золотым дипломом» в IV открытом архитектурном конкурсе «Архновация». Общая площадь павильона — 287,7 м². В нём расположились лыжная база Adidas (которая проработала всего год), раздевалки, душевые, зона отдыха, кафе и магазин с лыжно-беговой экипировкой. Крыша павильона является функциональной — на неё можно заехать на роликах и велосипеде или использовать, как обзорную площадку. На крыше установлено специальное ограждение.
Для детей в парке обустроили шесть игровых площадок, в том числе «Питон» с множеством сеток и пружинистым покрытием, «Холмы» — два искусственно созданных холма высотой 6 и 7,5 метров, «Башня аэропорта» — конструкция для лазания высотой 7,5 метров.
В парке появились танцевальная площадка, место для выгула собак, пикниковая зона. Все четыре пруда очистили от мусора и водной растительности, установили и запустили погружные фонтаны, лодочную станцию, сцену на воде и амфитеатры. Отремонтировали дорожки и мосты, организовали лестничные спуски и пандусы для маломобильных посетителей. На территории парка разбили 405,7 тыс. м² газонов и 4,1 тыс. м² цветников, высадили 839 деревьев и более 25 тыс. кустарников.
В парке проходят различные мероприятия и празднования. Например, в 2017 году отмечались Новый год, пасхальный фестиваль «Сорок сороков», День города.

## Галерея

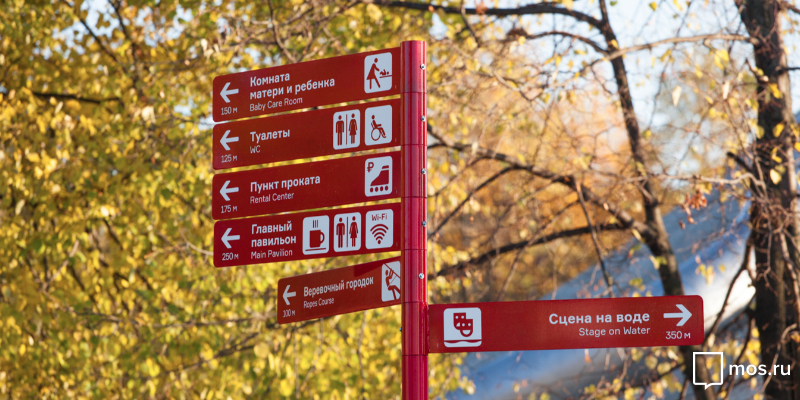
Навигация в парке
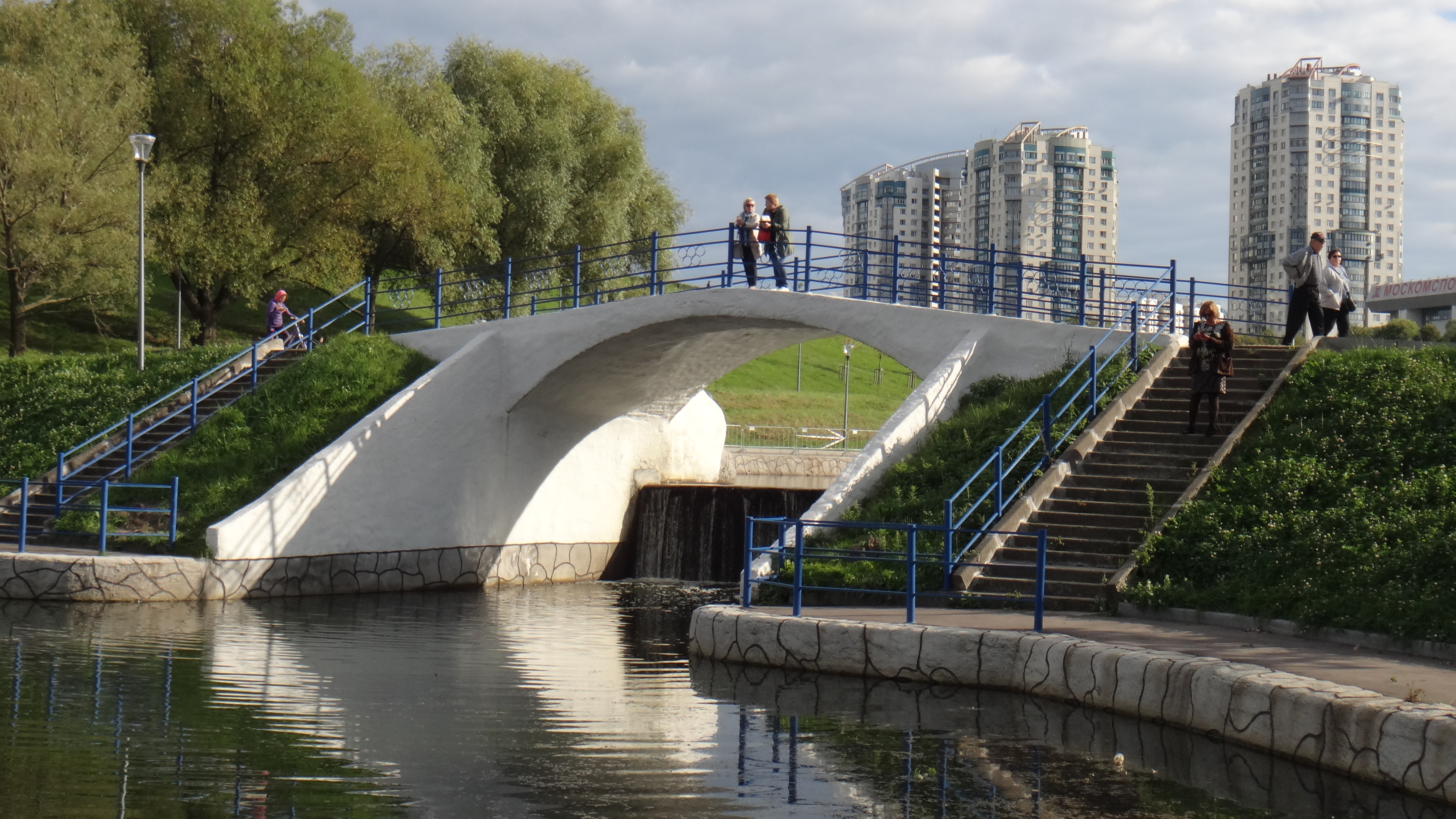
Мост через Олимпийские пруды
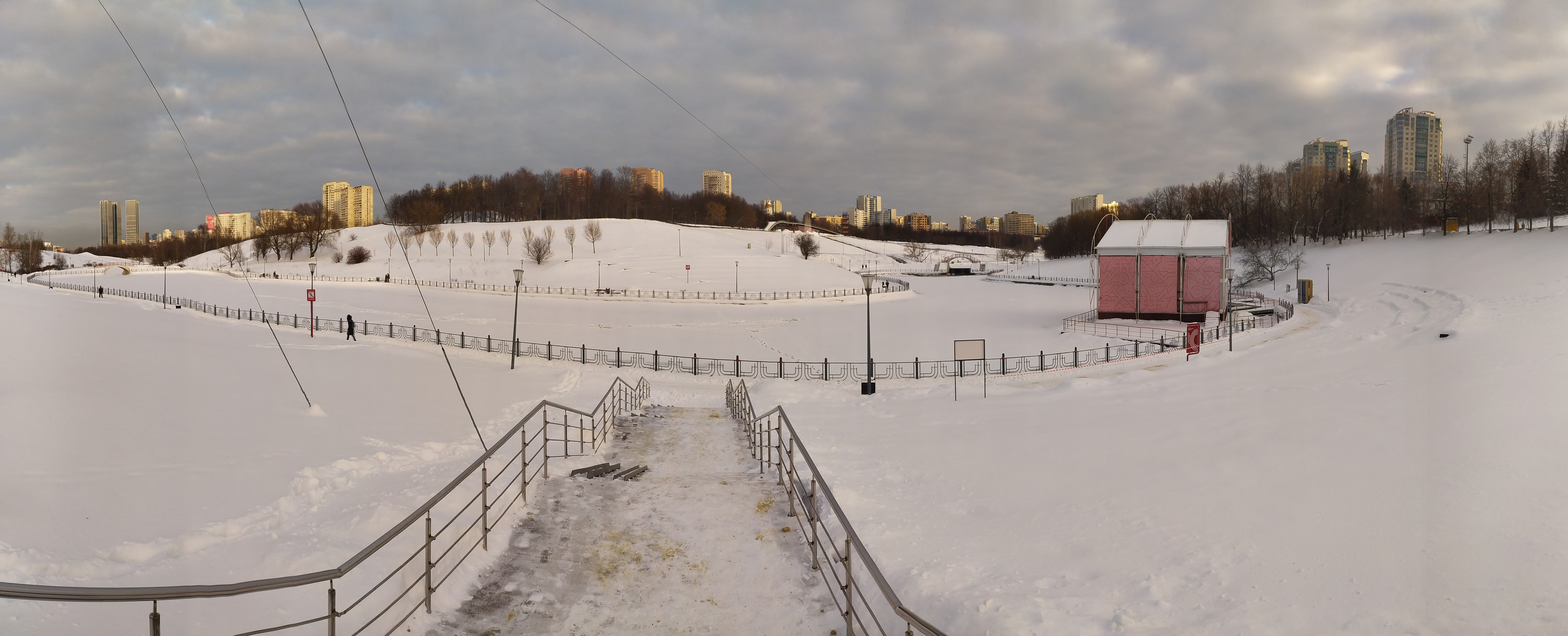
Панорама прудов зимой